# Астрономически център на Шуменския университет
Астрономически център „Проф. дфмн Владимир Шкодров“ на Шуменския университет „Епископ Константин Преславски“ е една от двете в страната университетски астрономически обсерватории, които се използват за учебни цели.

## История
Астрономическият център (АЦ) е създаден през 1999 г. като структура на Шуменския университет (ШУ). През юни месец 1999 г. е изградена астрономическа кула на покрива на Корпус 3 на Университета, в която е монтиран 15 см огледален менисков-Касегрен телескоп.
Месец по-късно – на 8 юли 1999 г. се осъществява и официалната церемония по откриването на това невероятно съоръжение. Лентата е прерязана от световноизвестния български астроном и доайен на обучението по астрономия в Шумен проф. дфмн Владимир Шкодров (1930 – 2010), доктор хонорис кауза на ШУ и почетен гражданин на Шумен. Благодарение на новата придобивка шуменската общественост получава възможността да наблюдава пълното слънчево затъмнение на 11 август 1999 г. с телескопите на АЦ.

## Оборудване
Оборудването на Астрономическия център се състои в:
- астрономически купол с диаметър 3 метра, в който е разположен огледален менисков-Касегрен телескоп с диаметър на огледалото 15 cm,
- 40 cm MEADE телескоп, който ще бъде монтиран на Шуменското плато,
- огледален телескоп „Алкор“ с диаметър на огледалото 65 mm,
- 3 телескопа рефрактори с диаметър на обективите по 60 mm,
- Зрителна тръба,
- Електронен окуляр-камера за фотография, който предава в реално време изображението през телескопа на монитор,
- площадка за наблюдение с малки учебни телескопи,
- секстанти,
- звездни карти,
- слънчев часовник,
- 2 кабинета,
- оборудвана зала за практически упражнения по астрономия с компютри, софтуер за обучение и софтуер за обработка и моделиране на наблюдателни данни.

На 19 февруари 2010 г. в АЦ пристигна новият 40 cm професионален телескоп MEADE, който ще се монтира на шуменското плато близо до Информационния център на Паметник „1300 години от създаването на българската държава“. Телескопът е закупен със средства от проекта „SMARTNET“ на астрономическия екип. По същия проект са закупени още: CCD camera SBIG ST-10XME; SBIG SGS High Res Self Guiding Spectrograph; Набор филтри UBVRI; Софтуер MaxIm DL, Astrometrica и др.

## Екип
проф. д-р Драгомир Марчев - Директор на АЦ; доц. д-р Борислав Борисов; доц. д-р Доротея Василева; доц. д-р Сунай Ибрямов; гл. ас. д-р Теодора Атанасова; докторант Галина Йорданова; докторант Габриела Зидарова; докторант Велимир Попов; проф. дфн Диана Кюркчиева (пенсионер)..

## Основни функции
Основните функции на АЦ се състоят в обучение на студентите, изучаващи астрономия, и популяризаторска дейност.

## Научна дейност
Астрономическият център е партньор в подписания договор между Факултета по природни науки на ШУ и Института по астрономия с НАО на БАН, представляващ анекс на Рамковото споразумение между Българската академия на науките и Шуменския университет за съвместна образователна и научноизследователска дейност.
Екипът на Астрономическия център осъществява и активна научноизследователска дейност, свидетелство за което са публикациите в престижни международни астрономически издания. Той провежда регулярно фотометрични наблюдения в Обсерваторията Mount Suhora в Полша и спектрални и фотометрични наблюдения в Националната астрономическа обсерватория на Рожен.
Членовете на екипа на АЦ участват в разработването на международни, национални и регионални научноизследователски проекти. Те имат плодотворно дългогодишно сътрудничество още от 1987 г. с астрономическите екипи на Педагогическия университет и Ягелонския университет в Краков (Полша).
Екипът е и инициатор за откриване на новата специалност „Астрономия“ в Шуменския университет от учебната 2004/2005 г. Тя е успешно акредитирана в редовна и дистанционна форма на обучение. Специалността е единствената в Шуменския университет, която е получила акредитация в дистанционна форма на обучение.
През 2002 г. Астрономическият център е домакин на Първата национална научна конференция на Съюза на астрономите в България (САБ), посветена на 30-годишното обучение по астрономия в Шуменския университет и първата годишнина от създаването на САБ. През периода 10 – 12 май 2010 АЦ е домакин на Петата национална научна конференция на САБ, посветена на 10-годишнината от основаването на САБ и 10-годишнината от създаването на Астрономическия център на ШУ.
Екипът е сред 15-те партньора, които участват в разработването на глобалния образователен проект COSMOS, финансиран от Европейската комисия по програмата eContenplus. Априлският брой от 2010 г. на изданието Би Би Си „Sky at Night Magazine“ представя проекта COSMOS и неговите резултати. Представянето в подобно авторитетно издание е много важна основа за по-нататъшното разпространение на работата по този проект.

## Популяризаторска дейност
Популяризаторската дейност на АЦ включва демонстративни астрономически наблюдения и лекции по обща астрономия. Когато има интересно астрономическо явление, Центърът осигурява свободен достъп до телескопите си.

## Посещения
Нощни демонстрационни астрономически наблюдения с телескопи се провеждат по предварителна заявка с групи над 10 души срещу заплащане, определено от Академичния съвет на Шуменския университет. Наблюденията започват след свечеряване. Наблюдават се планети, Луна, двойни звезди, обекти от дълбокото небе (звездни купове, мъглявини, галактики), съзвездия.

## Международна година на астрономията 2009
През 2009 г. екипът на Астрономическия център е активен участник в честването на Международната година на астрономията 2009 (МГА 2009).
В рамките на МГА 2009 в Шумен са реализирани многобройни глобални инициативи, сред които е инициативата „Галилеоскоп“, имаща за цел през 2009 г. на всеки наличен телескоп да извършат наблюдения поне 100 души. В рамките на тази инициатива през 2009 г. близо 2000 души са се възползвали от възможността да наблюдават небесните тела и астрономическите явления с телескопите на АЦ. В световен мащаб в резултат на тази инициатива над 10 млн. души са зърнали през телескоп далечния и мълчалив свят на звездите.
Честването на Международната година на астрономията в Шумен достига своята кулминация на 25 септември 2009 г., когато с пищно астро-шоу е отбелязана „Нощта на учените 2009 (Star Night)“.

## 10-годишен юбилей
През 2009 г. се навършват 10 г. от създаването на АЦ на ШУ. По случай юбилея на 25 септември 2009 г. пред Корпус 3 на Университета е открит слънчев часовник. Лентата е прерязана от проф. дфн Владимир Шкодров.

## Студентско астрономическо общество
На 13 ноември 2010 г. студентите от специалност Астрономия създадоха Студентско астрономическо общество на Шуменския университет. Главната задача на Обществото е да популяризира астрономията в Шумен и в страната, организиране на астро сбирки и безплатни демоснтрационни астрономически наблюдения с телескопи и организиране участието на студенти в национални и международни научноизследователски проекти по астрономия. 

## Участие в проект на NASA и в проекта „Pan-STARRS“
От 2010 година екип от студенти в специалност „Астрономия“ на ШУ участват в международния научноизследователски проект „Астероиди убийци“ – Killer asteroid Project на NASA. Проектът има за цел проследяване на вече открити опасно близки астероиди до Земята, уточняване на орбитите им, както и откриване и проследяване на непознати обекти.
В началото на 2011 година екип от Шуменския университет участва в проекта „Pan-STARRS“ за търсене на нови астероиди с помощта на новия телескоп за космическа защита Pan-STARRS 1, който се намира на Халеакала, Хавайските острови. В рамките на този проект Сунай Ибрямов откри 3 нови астероида, които са официално признати от Центъра за малки планети в Харвард и носят обозначенията 2011 FY16, 2011 FU88 и 2011 HK35. Те са част от основния астероиден пояс между планетите Марс и Юпитер. И трите астероида обикалят на разстояние около 450 млн. километра от Слънцето. След изчисляването на точните орбитни параметри на новите астероиди окривателят им може да предложи имена на астероидите. 

## Бъдеще
На Шуменското плато ще бъде построена астрономическа обсерватория с 40 cm телескоп MEADE. Така Шуменският университет се оформя като третия астрономически център в сраната за образователна и научноизследователска дейност (след Института по астрономия с НАО на БАН и Катедра ”Астрономия” на Софийския университет).